# 蓋

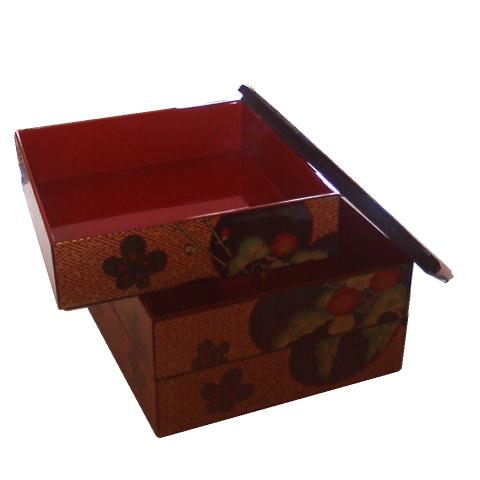
蓋を開けた重箱

蓋（ふた）は、容器の口など何らかを覆うようにしてふさぐものの総称である。

## 概説
何かを入れるようになっている容器の入り口を、別のものでふさぐようになっている場合に、これを蓋という。蓋は、容器の内容物が外部に漏れることを防いだり、外部のものが容器内に入るのを防ぐ役割を果たす。容器の口の閉じ方としては、柔らかいものの場合はその口をまとめて縛る、といった方法があるが、そうではなく、堅い縁を持った入り口に板状のものを乗せてその口を隠すのが蓋である。さらに、その口が狭い場合には栓ということもあるが、これも蓋の1種である。
蓋は入り口をふさぐためのものであるが、目的は様々である。たとえば茶碗やコップには蓋がないのに対して、お椀や弁当箱には蓋がある。これは内容がこぼれないようにすることと、蒸気が逃げないようにすること、保温の効果を求めること、それに外部を遮断することで外のゴミなどが入らないようにすることが目的である。逆に前者には蓋がないのはその中のものをすぐに消費することを前提としているためである。
また、生き物を容器に入れる場合も蓋をしなければならない。
丼ものでは店によって蓋をする場合としない場合がある。これは、普通はすぐに消費するので特に蓋の必要がないこと、ただし蓋をして蒸らすことが補助的な調理の意味を持つことからであり、蓋をするかしないかはその店の姿勢でもある。

## ふさぎ方の種類

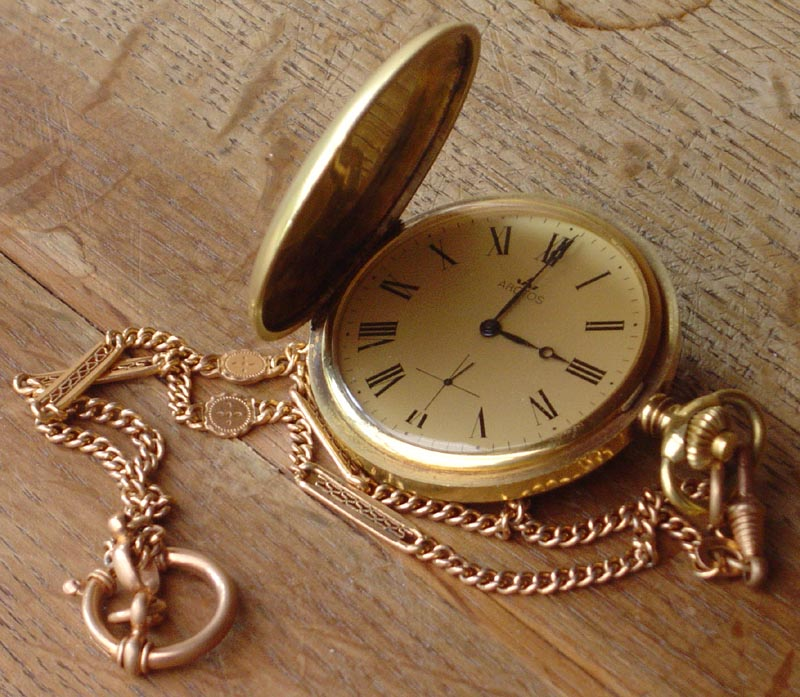
開閉（懐中時計）

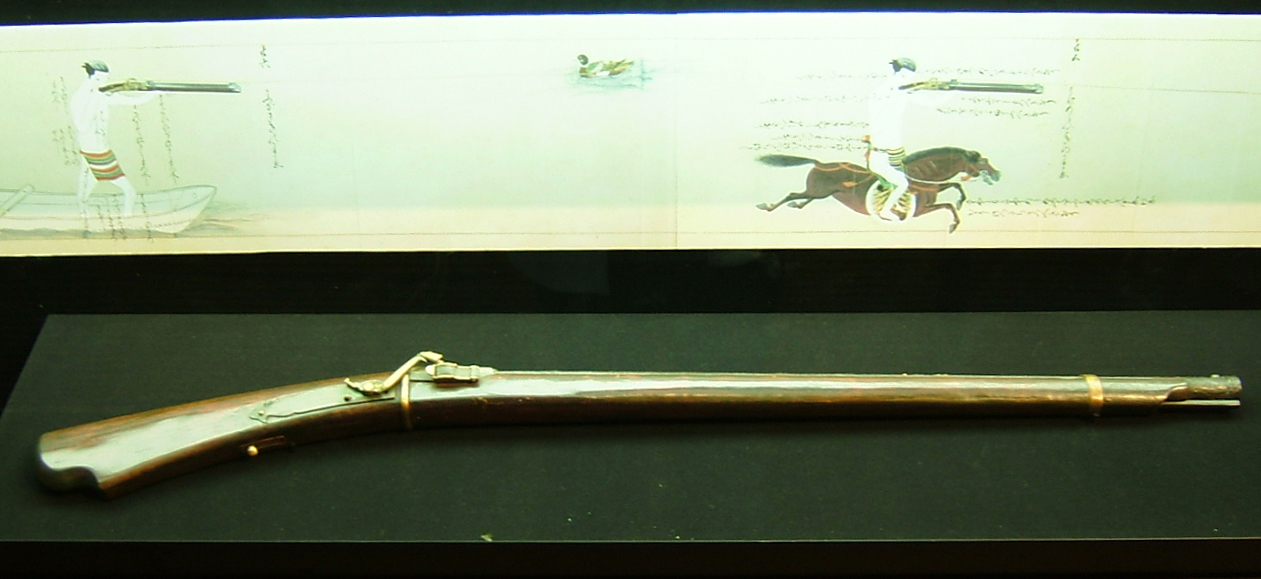
ねじ巻き（火縄銃）

蓋の構造も様々である。原則的には容器の口をふさぐものだから、その口の形の平板であればよい。専用のそれでなく、とりあえずで蓋をする場合には板やお皿なども利用することがある。しかし、専用の蓋がつく場合には、目的に応じて様々な工夫がされている。
口を覆う
口よりわずかに大きい平板で、周囲が下向きに折れている。これによって口に被せてずれないようになり、密閉度も増す。弁当箱の蓋などはこれが伝統的であった。
はめこみ
容器の口との間でうまくはまりこむようになっているもの。パッキンを間に挟むとさらに密閉度が増す。

開閉
片側で容器や本体と蝶番などで連結してあり、扉のように開閉する折り畳み式のもの。
ねじ巻き
入り口と蓋とにねじ山が切ってあり、回して詰めるもの。
ねじ巻き式のふさぎ方は、日本では戦国時代の鉄砲伝来時に伝わったと言われている。種子島領主種子島時尭に日本製の鉄砲を作るようにと命じられた職人八板金兵衛は、南蛮人から買い付けた火縄銃を見ながら複製を試みていた。だが押しても引いてもどうしても開かない蓋があった。そのため南蛮人に訪ねて、まわして開け閉めをする「ねじの原理」を教わった。その後日本初の火縄銃、通称「種子島銃」が完成した。
この形式の蓋は、ガラスや金属の素材で作られることが多い。非常に密閉した環境が作れるが、ねじ込みすぎると開けるのが難しくなる。開けやすいように蓋の縁にギザギザをつけるなどの工夫がなされるが、なかなか開かない、というシチュエーションがよく出現する。往々にしてこれが男の力の見せ所、という話になりやすい。より開けやすくするためには、蓋の方を暖める（熱膨張で蓋がゆるむ）などの方法がある。蓋を開ける専用の器具もある。
密閉性が求められる場合には、容器本体の密閉性は当然であるが、蓋の材質やパッキンの材質、構造について注意が求められる。また、液体バリア性だけでなくガスバリア性についても考慮していない場合、思わぬ問題（保存液等の外気による容器本体や蓋・パッキンを通じての汚染・品質劣化や、逆に保存液の発散など）に遭遇する事があるので、特に長期保存や換気の望めない場所での保存を行う場合、あるいは逆に換気が良い場合、保存期間中に温度差が発生する場合などにおいては注意を要する。
蓋は容器の密閉性を確保する際に、非常に重要となるパーツである。
日本の伝統的な蓋の名称として次のようなものがある。
- 板蓋（いたぶた） - 身のサイズに合わせて蓋を作った後、身の上面に合うよう蓋の裏面の周囲を浅く削り取ったもの[1]。乗蓋（のせぶた）ともいう[1]。
- 桟蓋（さんぶた） - 板蓋と同様に作った後、桟を打った構造になるよう裏面の中心側を刳ったもの[1]。桟の数により四方桟、二方桟ともいう[1]。挿蓋（さしぶた）ともいう[1]。
- 被蓋（かぶせぶた） - 身の外寸より一回り大きな蓋を、身の上から覆い被せるように置くもの[1]。
- 印籠蓋（いんろうぶた） - 身の上縁内側に低い立ち上がりを作り、蓋を乗せると側面が同一平面になるようにしたもの[1]。薬籠蓋（やくろうぶた、やろうぶた）、野籠蓋（やろうぶた）ともいい、立ち上がりが身にある場合は身印籠（本印籠）、蓋にある場合は蓋印籠（蓋やろう）という[2]。合口部分に金属製の覆輪を付けるものもある[1]。
- 被印籠蓋（かぶせいんろうぶた） - 身の合口の内側に立ち上がりを作り、身の側面より一段張り出した蓋を乗せるもの[1]。

日本の伝統的な蓋の構造と名称
身印籠と蓋印籠
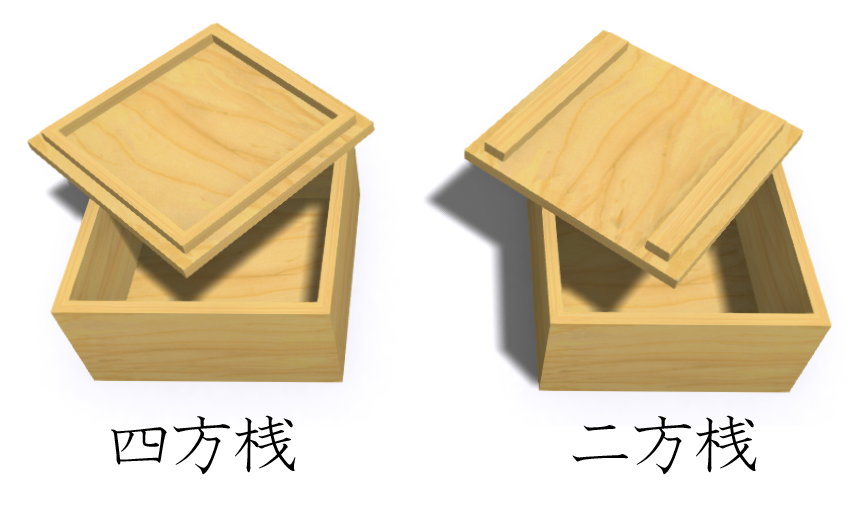
四方桟と二方桟

## 蓋の工夫
単に閉じるだけでない工夫がされた例もある。取り扱いやすいようにつまみをつけるのは広く見られる。
蒸気抜きの穴
やかんや鍋では、火にかけたときに内容が沸騰した場合、蓋を押し上げて蓋が暴れることがある。これをふさぐために蓋に小さな穴が開いている。
注ぎ口・空気抜きの穴
醤油差しなどこまめに内容物を取り出したい場合のために、蓋を開けなくても中のものが出せるようになっている。少量だけ出るように小さな口を付け、また、出やすいように空気穴を別に開けるのが普通。
やや類似の例に、化学薬品用であるが、染色液などやはり少量を取り出しやすいように蓋がピペットをかねている滴瓶というのがある。
圧力調節機能
食品などを保存するためには容器の密閉度が高い方がよい。また、内部の空気もない方がよい。そのために蓋に排気機能をつける例がある。逆に、炭酸飲料を保存するために加圧機能をつけた栓もある。

## 特殊な蓋
入り口より小さな蓋もある。落とし蓋は鍋の中に落ちる大きさになっており、内容を煮込むときにその上に密着させて使う。

## 蓋があるもの

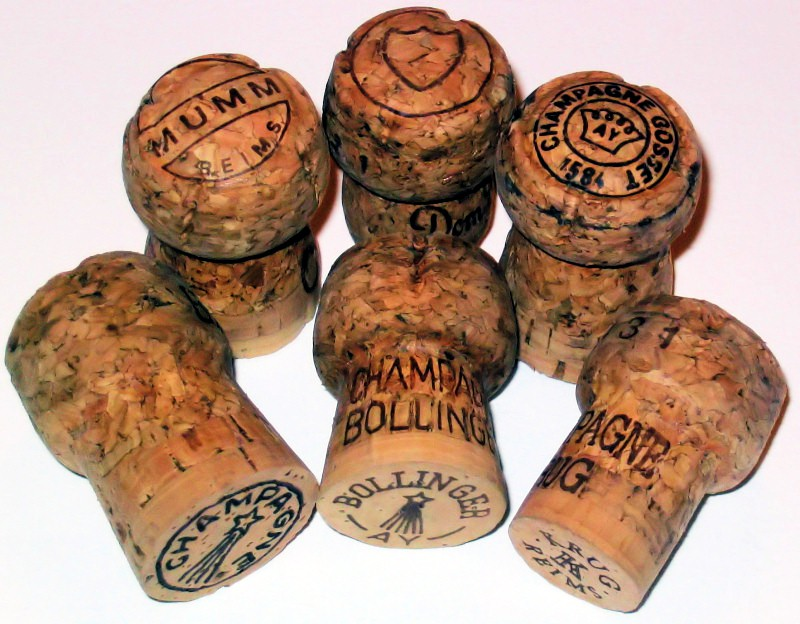
コルク製の瓶の栓

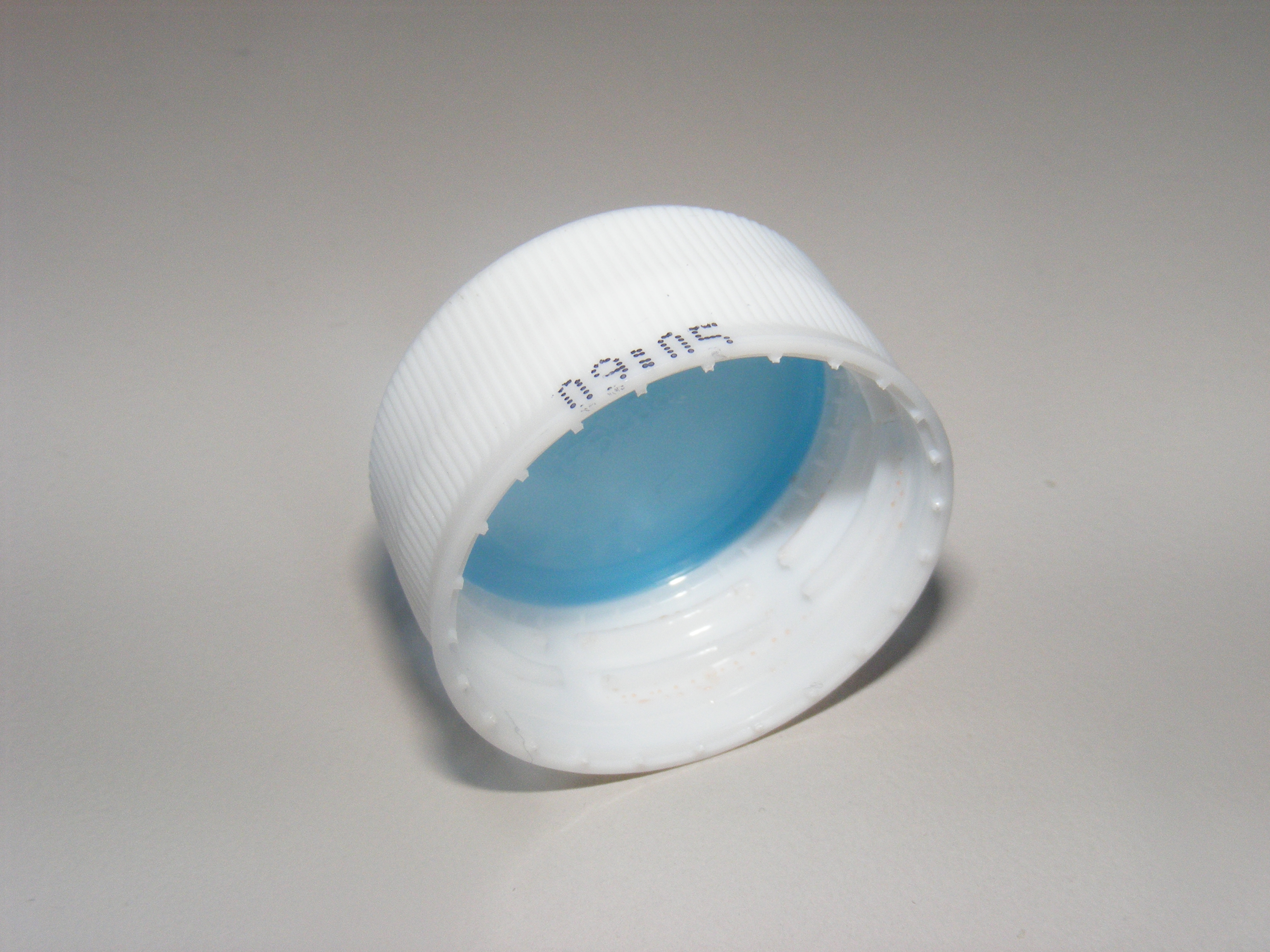
ペットボトルのキャップ

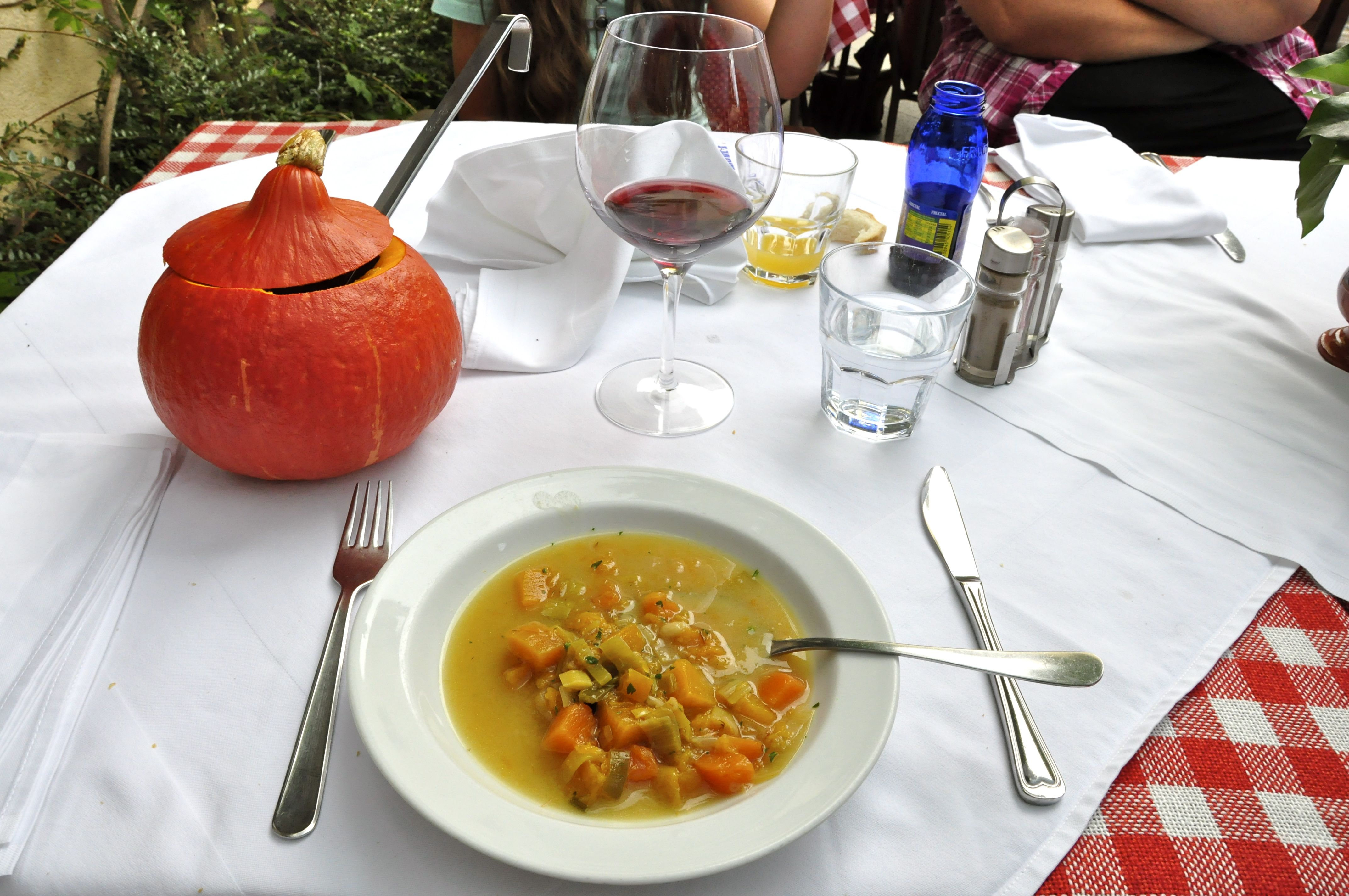
カボチャのスープ

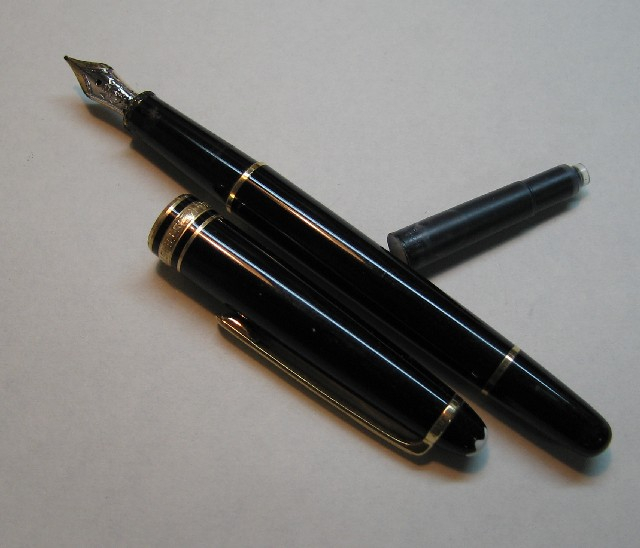
万年筆のキャップ

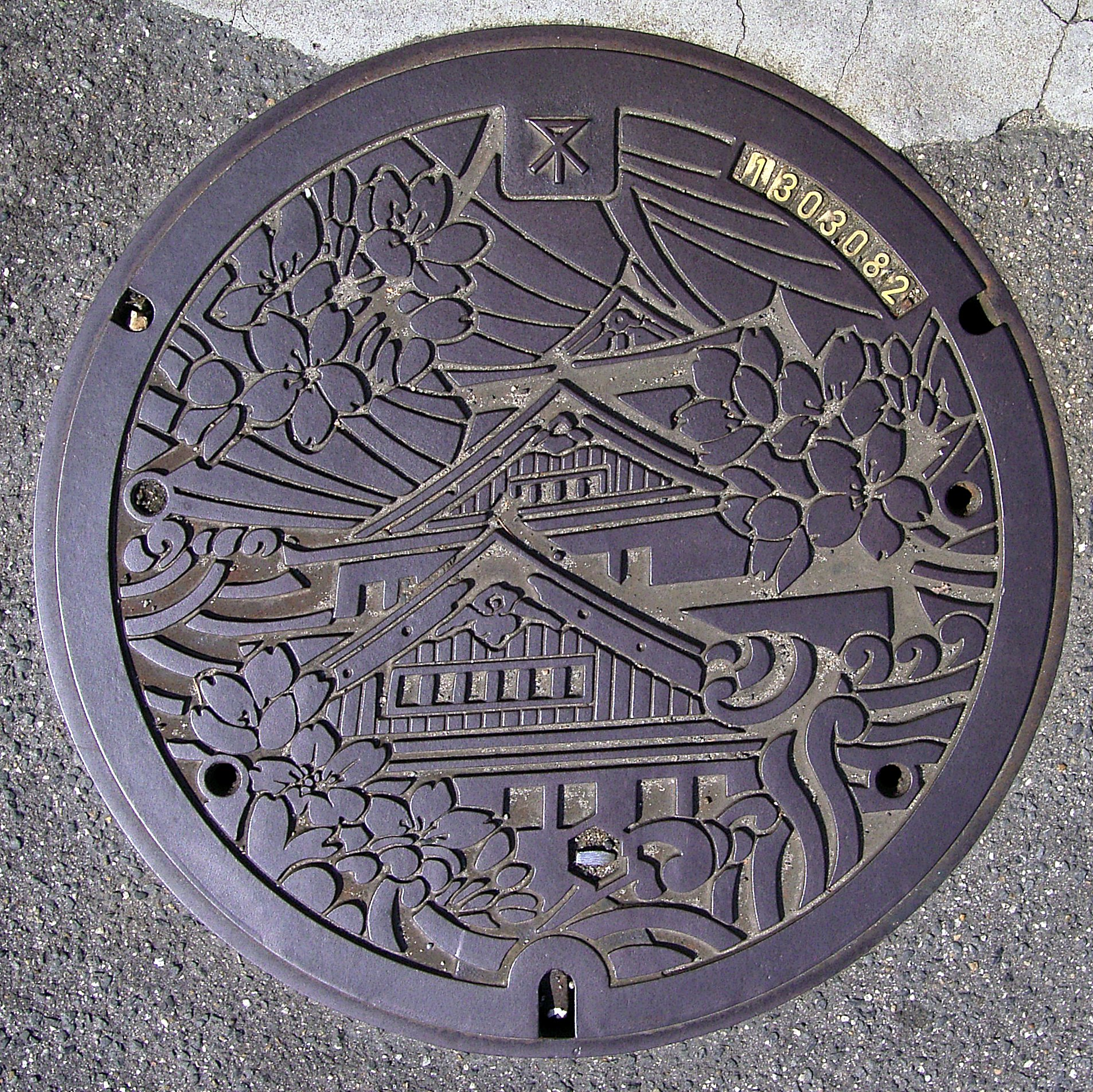
マンホールの蓋

### 瓶
瓶の蓋は普通は栓と呼ばれる。コルク栓・プラスチック栓・キャップなどの蓋はコレクションとして集めている人も多い。
コルク栓を抜くものを「コルクスクリュー」、王冠を開けるものを「栓抜き」と呼ぶ。
生物学では、微生物や組織などを培養する際の容器の口に特殊な栓を用意し、これを培養栓という。

### 缶
缶詰には蓋がないが、茶筒などの缶や食用油用のキャップ付の缶などには蓋がある。

### ペットボトル
ペットボトルのスクリューキャップ（「ベントホール」という切り込みが入っているものもある）は、色・形・大きさの種類がとても多いという。2011年の東日本大震災でのキャップメーカー被災、流通の停滞を受け、白に統一することが決められたが、2013年現在、未だに色付き・ロゴ入りのものも存在する。

### 飲食物容器
鍋や、やかんなどにみられる。保温、ホコリや虫を防ぐ、蒸しなどの調理のため、などの理由で容器に蓋をする。
煮物などをする際に用いられる「落とし蓋」という、蓋を使った調理法もある。
料理を出す際に皿に覆いをするドーム状で取っ手の付けられた銀製の蓋は「クロシュ」と呼ばれる。

### 筆記具
ペン先の乾燥や、他の物への汚し・破損などを防ぐ。

### 箱
ホコリ・湿気・虫害などを防ぐ。

### 家具・機械
取り入れ取り出し口・精密部分の保護など。そのほか、普段は不要な口を外壁に作る例もある。これは内部で故障などがあるときにこれを使って修理する、といった目的で作られ、普段は蓋をしてある。

### 地面の穴
マンホール（下水道・肥溜め）への落下防止のため。小型のものはハンドホールとも呼ばれる。

### 側溝、暗渠
道路の両脇や敷地の排水用、田の周囲の用水路などの溝に対して設けるグレーチングやプレキャストコンクリート製、鉄板などで作られたもの。目的は上記マンホールと同様。

### 人間一般
耳に栓をする耳栓が挙げられる。浣腸プレイでは「アナルストッパー」という栓の役割を持つ器具を肛門に用いることがある。

### 動物一般
巻き貝では殻の穴をふさぐ、板状の構造がある。普通は殻の外に出る体の上に張り付いており、体を殻に引っ込めたときに蓋となる。外敵に襲われた時などは、ここをふさいで防御する。ヘタとも呼ばれる。ただし蓋がない貝も存在する。カタツムリは殻の蓋がなく、乾燥時には殻に体を引っ込め、その入り口に粘液を出して蓋を作る。
同様に管状の殻や巣穴に潜って生活する動物には、引っ込んだときにそこに蓋をするようになっているものが多い。これらは巣穴に引っ込んだときに、敵から攻撃を受ける向きがそちらであり、またそこから攻撃されたときには逃げ道がない。蓋をしたくなるのはよくわかるところである。
外肛動物やトタテグモでは巣の一部が蓋になっている。カンザシゴカイやヤドカリでは体の一部を蓋として利用している。
逆に、均一に覆われていていいものに、開ける場所が決められるようになっている例もある。たとえば、カメムシ類の卵には、縦長の円筒形で、上面の周囲に切れ目がある例があり、幼虫が孵化する場合には、この部分で切り離された上の円盤を押し上げて出てくる。また、イラガの繭はやはり蛾が出るときに一端が円形にはずれるようになっている。これらのはずれる部分は、蓋に見える。

### 神具
蓋は、神社や皇室の儀式で使用する柄の長い傘のような祭具。「きぬがさ・がい」と読む場合が多い。

## 「蓋」の別の語法
- 芝居の蓋が明いた - 物事が始まるという意。
- 勝敗は蓋を開けて見るまでわからない - 実際に確認するまでという意味。「いざ蓋を開けると」という使い方をすれば、結果が意に反するものであったことを示す。シュレーディンガーの猫に近い。
- 身も蓋もない - 表現が露骨で含蓄や情緒が無いこと。
- 臭いものに蓋をする - 臭いものを除去もせず蓋をしてやり過ごすという、その場しのぎの対応を指す。
- 割れ鍋に綴じ蓋 - どんな人にも適当な配偶者が存在するという意味の言葉である。